# Quốc lộ 14H
Quốc lộ 14H là tuyến quốc lộ nằm hoàn toàn trong tỉnh Quảng Nam nối cảng Cửa Đại và Đường Trường Sơn Đông tại xã Quế Lâm, huyện Quế Sơn, tỉnh Quảng Nam.

## Lộ trình
Quốc lộ 14H bắt đầu từ cảng Cửa Đại theo hướng Tây Bắc của tỉnh lộ 603B (cũ), đến tỉnh lộ 608 (cũ) chuyển sang hướng Tây Nam theo tỉnh lộ 608 (cũ) đến chợ Thanh Hà, chuyển hướng Nam qua cầu Cẩm Kim, về tới ngã ba Triều Châu xã Duy Phước, quốc lộ 14H chuyển sang hướng Tây về hướng quốc lộ 1A, từ đây quốc lộ 14H đi về hướng Bắc, trùng với quốc lộ 1A đến ngã ba Nam Phước 15°50′28″B 108°17′00″Đ / 15,840989°B 108,28335°Đ trên Quốc lộ 1 ở thị trấn Nam Phước, thì tiếp tục đổi lại hướng Tây theo tuyến tỉnh lộ 610 cũ.
Từ ngã ba La Tháp (Kiểm Lâm) xã Duy Hòa đường có hướng tây nam, nối đến vùng mỏ than Nông Sơn 15°42′52″B 108°00′57″Đ / 15,714518°B 108,015928°Đ.
Đèo Phường Rạnh 15°45′41″B 108°04′04″Đ / 15,761307°B 108,067668°Đ trên Quốc lộ 14H ở vùng giáp ranh thị trấn Trung Phước huyện Quế Sơn, và hai xã Duy Thu, Duy Phú huyện Duy Xuyên. Đèo trải dài chừng 17 km, có độ cao 400 m. Đỉnh đèo cách điểm dân cư gần nhất theo ĐT610 về hướng tây nam là thôn Trung An thị trấn Trung Phước huyện Quế Sơn, cỡ 1 km. Sườn núi dốc, hiểm trở, nhìn phía tây là cảnh quan hùng vĩ của thung lũng sông Thu Bồn.
Tại thị trấn Trung Phước Quốc lộ 14H giao với đường tỉnh 611 ở ngã ba Trung Phước bên bờ sông Thu Bồn 15°43′28″B 108°03′44″Đ / 15,724396°B 108,062226°Đ.
Từ đây, Quốc lộ 14H đi tiếp về hướng Tây Nam đến điểm giao nhau với đường Trường Sơn Đông ở xã Quế Lâm.

## Lịch sử
Quốc lộ 14H được thành lập ngày 4 tháng 10 năm 2017 bởi quyết định 2823/QĐ-BGTVT của Bộ Giao thông Vận tải trên cơ sở sát nhập và nâng cấp:
- Một phần Tỉnh lộ 603B (từ Km14+831 đến Km11+951);
- Một phần Tỉnh lộ 608 (từ Km14+120 đến Km6+720);
- Đường huyện của Duy Xuyên;
- Toàn bộ Tỉnh lộ 610 (cũ)[3];
- Toàn bộ Đường huyện ĐH2.NS của huyện Nông Sơn